# Liste der Nummer-eins-Hits in Kanada (1974)
Diese Liste enthält alle Nummer-eins-Hits in Kanada im Jahr 1974. Es gab in diesem Jahr 32 Nummer-eins-Singles.
| Singles | Alben |
| --- | ----- |
| - Charlie Rich – The Most Beautiful Girl in the World - 2 Wochen (29. Dezember 1973 – 11. Januar 1974) - Jim Croce – Time in a Bottle - 2 Wochen (12. Januar – 25. Januar) - Terry Jacks – Seasons in the Sun - 4 Wochen (26. Januar – 22. Februar) - Barbra Streisand – The Way We Were - 1 Woche (23. Februar – 1. März) - Jim Stafford – Spiders and Snakes - 1 Woche (2. März – 8. März) - Love Unlimited Orchestra – Love’s Theme - 1 Woche (9. März – 15. März) - Anne Murray – Love Song - 1 Woche (16. März – 22. März) - David Essex – Rock On - 1 Woche (23. März – 29. März) - David Essex – Sunshine on My Shoulders - 2 Wochen (30. März – 12. April) - Elton John – Bennie and the Jets - 2 Wochen (13. April – 26. April) - MFSB – TSOP - 2 Wochen (27. April – 10. Mai) - Grand Funk – The Loco-Motion - 2 Wochen (11. Mai – 24. Mai) - Marvin Hamlisch – The Entertainer - 1 Woche (25. Mai – 31. Mai) - Ray Stevens – The Streak - 1 Woche (1. Juni – 7. Juni) - Paul McCartney & Wings – Band on the Run - 1 Woche (8. Juni – 14. Juni) - Gordon Lightfoot – Sundown - 3 Wochen (15. Juni – 5. Juli) - Bo Donaldson & The Heywoods – Billy Don't Be a Hero - 1 Woche (6. Juli – 12. Juli) - The Hues Corporation – Rock the Boat - 2 Wochen (13. Juli – 26. Juli) - George McCrae – Rock Your Baby - 1 Woche (27. Juli – 2. August) - John Denver – Annie's Song - 1 Woche (3. August – 9. August) - Elton John – Don’t Let the Sun Go Down on Me - 2 Wochen (10. August – 23. August) - Roberta Flack – Feel Like Makin' Love - 1 Woche (24. August – 30. August) - Paul Anka – (You're) Having My Baby - 1 Woche (31. August – 6. September) - Eric Clapton – I Shot the Sheriff - 1 Woche (7. September – 13. September) - Andy Kim – Rock Me Gently - 2 Wochen (14. September – 27. September) - Cat Stevens – Another Saturday Night - 1 Woche (28. September – 4. Oktober, insgesamt 2 Wochen) - Olivia Newton-John – I Honestly Love You - 2 Wochen (5. Oktober – 18. Oktober) - Cat Stevens – Another Saturday Night - 1 Woche (19. Oktober – 25. Oktober, insgesamt 2 Wochen) - Stevie Wonder – You Haven't Done Nothin' - 1 Woche (26. Oktober – 1. November) - Elton John – The Bitch Is Back - 1 Woche (2. November – 8. November) - Bachman-Turner Overdrive – You Ain't Seen Nothing Yet - 3 Wochen (9. November – 29. November) - Bobby Vinton – My Melody of Love - 3 Wochen (30. November – 20. Dezember) - Carl Douglas – Kung Fu Fighting - 3 Wochen (21. Dezember 1974 – 10. Januar 1975) |       |